# ریکاردو فاچو
ریکاردو فاچو (به ایتالیایی: Ricardo Faccio) بازیکن فوتبال و اهل ایتالیا است که از سال ۱۹۳۵ میلادی عضو تیم ملی فوتبال ایتالیا بوده و در ۵ بازی ملی حضور داشته‌است. او در بازی‌های ملی‌اش گلی به ثمر نرساند.
ریکاردو فاچو آخرین بازی ملی خود را در سال ۱۹۳۶ میلادی انجام داد.